# 18542 Broglio
18542 Broglio (1996 YP3) là một tiểu hành tinh vành đai chính được phát hiện ngày 29 tháng 12 năm 1996 bởi A. Testa và F. Manca ở Sormano.